# Янгозеро (озеро, Суоярвский район)
Янго́зеро (Янг-озеро) — озеро на территории Поросозерского сельского поселения Суоярвского района Республики Карелии.

## Общие сведения
Площадь озера — 32,8 км², площадь водосборного бассейна — 340 км². Располагается на высоте 165,8 метров над уровнем моря.
Форма озера лопастная, продолговатая: оно вытянуто с севера на юг. Берега изрезанные, каменисто-песчаные, местами заболоченные.
Из озера вытекает река Ломнезерка, протекающая через озёра Иманъярви и Нижний Мярат и впадающая в озеро Селецкое.
В озеро втекает протока из озера Перганеярви, а также река Кукозерка, несущая воды озёр Метчаянгъярви и Туохтъярви.
В озере не менее двух десятков безымянных островов различной площади, однако их количество может варьироваться в зависимости от уровня воды.
С юго-восточной стороны озера проходит автомобильная дорога местного значения 86К-9 («Паданы — Совдозеро (через Сельги, Гумарино)»).
Код объекта в государственном водном реестре — 02020001111102000007123.